# Coévolution protagoniste
En écologie évolutive, la coévolution protagoniste peut se définir comme étant les conséquences évolutives des interactions écologiques de types hôte/symbiote, coopération,  proto-coopération, ainsi que certaines interactions hôte/parasites, par exemple le parasitisme de couvée, lysogénie augmentant la virulence, etc. On peut définir la coévolution comme « un changement évolutif dans un trait des individus d'une population qui survient en réponse à un trait des individus d'une deuxième population et provoque une réaction évolutive de celle-ci ».